# HMS Unsparing (P55)
Le HMS Unsparing (Pennant number: P55) est un sous-marin de la classe Umpire ou Classe U  de la Royal Navy. Il a été construit en 1942 par un sous-traitant de Vickers-Armstrongs à Newcastle upon Tyne (Angleterre).

## Conception et description
Le Unsparing fait partie du troisième groupe de sous-marins de classe U qui a été légèrement élargi et amélioré par rapport au deuxième groupe précédent de la classe U. Les sous-marins avaient une longueur totale de 60 mètres et déplaçaient 549 t en surface et 742 t en immersion. Les sous-marins de la classe U avaient un équipage de 31 officiers et matelots.
Le Unsparing était propulsé en surface par deux moteurs diesel fournissant un total de 615 chevaux-vapeur (459 kW) et, lorsqu'il était immergé, par deux moteurs électriques d'une puissance totale de 825 chevaux-vapeur (615 kW) par l'intermédiaire de deux arbres d'hélice. La vitesse maximale était de 14,25 nœuds (26,39 km/h) en surface et de 9 nœuds (17 km/h) sous l'eau.
Le Unsparing était armé de quatre tubes lance-torpilles de 21 pouces (533 mm) à l'avant et transportait également quatre recharges pour un grand total de huit torpilles. Le sous-marin était également équipé d'un canon de pont de 3 pouces (76 mm).

## Carrière
Le sous-marin Unsparing a été posé au chantier de Vickers Armstrong, à  Newcastle upon Tyne le 11 août 1941, lancé le 28 juillet 1942 et mis en service le 29 novembre 1942. 
Le Unsparing a passé la plus grande partie de sa carrière de guerre en Méditerranée, où il a coulé le pétrolier italien Flegetonte, le navire marchand allemand Ingeborg (l'ancienne Ste Martine française), le chasseur de sous-marins allemand UJ 2106 (l'ancien minéralier grec Tenedos), la barge allemande Sybille (l'ancienne Caisson française) et le ferry allemand SF 284, ainsi que six voiliers, dont le grec Evangelistria. Il a également torpillé et endommagé le marchand allemand Peter, ainsi que plusieurs voiliers.
Il a survécu sans ménagement à la guerre et a été mis au rebut au chantier Thos W Ward de Inverkeithing en 1946.

## Commandant
- Lieutenant (Lt.) Aston Dalzell Piper (RNR) du 28 août 1942 au 20 octobre 1944
- Lieutenant (Lt.) John Munro Crosland Fenton (RN) du 20 octobre 1944 au 12 mai 1945
- T/Lieutenant (T/Lt.) John David Tweedie (RNVR) du 12 mai 1945 au ? 1945
- Lieutenant (Lt.) John Egbert Falls Dickson (RN) du 8 septembre 1945 à fin 1945

RN: Royal Navy - RNR: Royal Navy Reserve - RNVR: Royal Navy Volunteer Reserve